# Kanton Sancoins
Der Kanton Sancoins war bis 2015 ein französischer Wahlkreis im Département Cher in der Region Centre-Val de Loire. Er umfasste elf Gemeinden im Arrondissement Saint-Amand-Montrond; sein Hauptort (frz.: chef-lieu) war Sancoins. Die landesweiten Änderungen in der Zusammensetzung der Kantone brachten im März 2015 seine Auflösung.
Der Kanton Sancoins war 259,56 km2 groß und hatte 5508 Einwohner (Stand: 2012).

## Gemeinden
| Gemeinde                | Einwohner (Stand: 2022) | Code postal | Code Insee |
| ----------------------- | ----------------------- | ----------- | ---------- |
| Augy-sur-Aubois         | 284                     | 18600       | 18017      |
| Chaumont                | 46                      | 18350       | 18060      |
| Givardon                | 302                     | 18600       | 18102      |
| Grossouvre              | 264                     | 18600       | 18106      |
| Mornay-sur-Allier       | 417                     | 18600       | 18155      |
| Neuilly-en-Dun          | 225                     | 18600       | 18161      |
| Neuvy-le-Barrois        | 147                     | 18600       | 18164      |
| Sagonne                 | 188                     | 18600       | 18195      |
| Saint-Aignan-des-Noyers | 74                      | 18600       | 18196      |
| Sancoins                | 2941                    | 18600       | 18242      |
| Vereaux                 | 137                     | 18600       | 18275      |